# Brant Parker
Brant Parker (Los Angeles, 26 agosto 1920 – Lynchburg, 15 aprile 2007) è stato un disegnatore statunitense.

## Biografia
Dopo aver studiato all'Otis Art Institute di Los Angeles, prima della seconda guerra mondiale lavorò per la Walt Disney. Trasferitosi a New York, lavorò come vignettista politico per la Binghamton Press. A New York nel 1950, mentre faceva il giudice in un concorso artistico, conobbe il diciottenne Johnny Hart che vi partecipava come candidato e nacque un'amicizia che li portò, nel 1964, a creare la serie a fumetti a strisce Il mago Wiz (Wizard of Id). Parker collaborò con i disegnatori Don Wilder e Bill Rechin per le serie  Out of Bounds e Crock, che lasciò per dedicarsi completamente al Mago Wiz.

## Premi e riconoscimenti
- Premio Yellow Kid al Salone Internazionale dei Comics (1972)

Insignito più volte del National Cartoonist Society Humor Comic Strip Award, Parker fu premiato anche col Reuben Award.